# Antonio da Morbegno

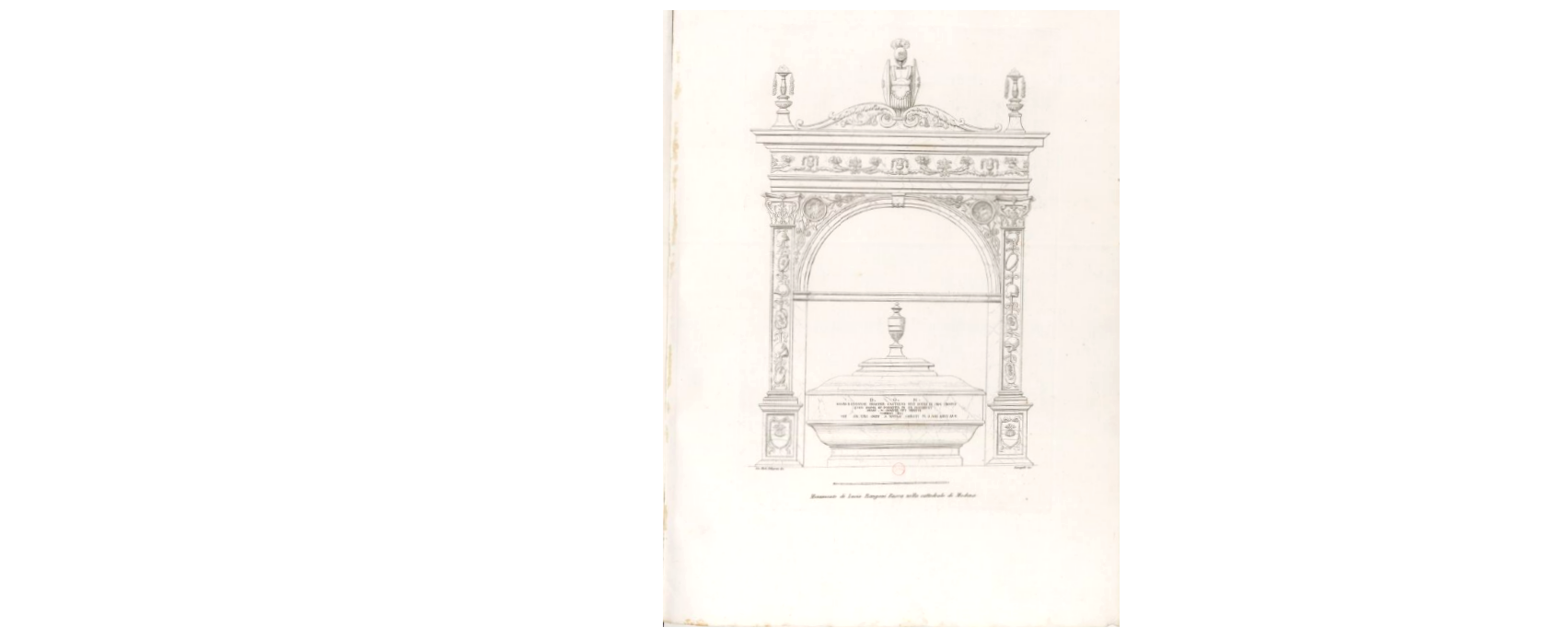
Monumento funebre di Lucia Rusca Rangoni.

Antonio da Morbegno (XV secolo – post 1515) è stato uno scultore italiano attivo a Mantova nel XVI secolo.

## Biografia
Nato in Lombardia, Antonio da Morbegno realizzò nella cappella della famiglia Rangoni del Duomo di Modena il monumento funebre della contessa Lucia Rangoni Rusca, e anche quello del marito, il conte Francesco Maria Rangoni. Entrambi i lavori furono completati nel 1515.